# Xã Montevallo, Quận Vernon, Missouri
Xã Montevallo (tiếng Anh: Montevallo Township) là một xã thuộc quận Vernon, tiểu bang Missouri, Hoa Kỳ. Năm 2010, dân số của xã này là 318 người.